# 1598 en science
| Années de la science : 1595 - 1596 - 1597 - 1598 - 1599 - 1600 - 1601    |
| Décennies de la science : 1560 - 1570 - 1580 - 1590 - 1600 - 1610 - 1620 |

Cet article présente les faits marquants de l'année 1598 en science.

## Événements
- 2 juillet : début du voyage autour du monde du hollandais Olivier van Noort (fin le 26 août 1601)[1].

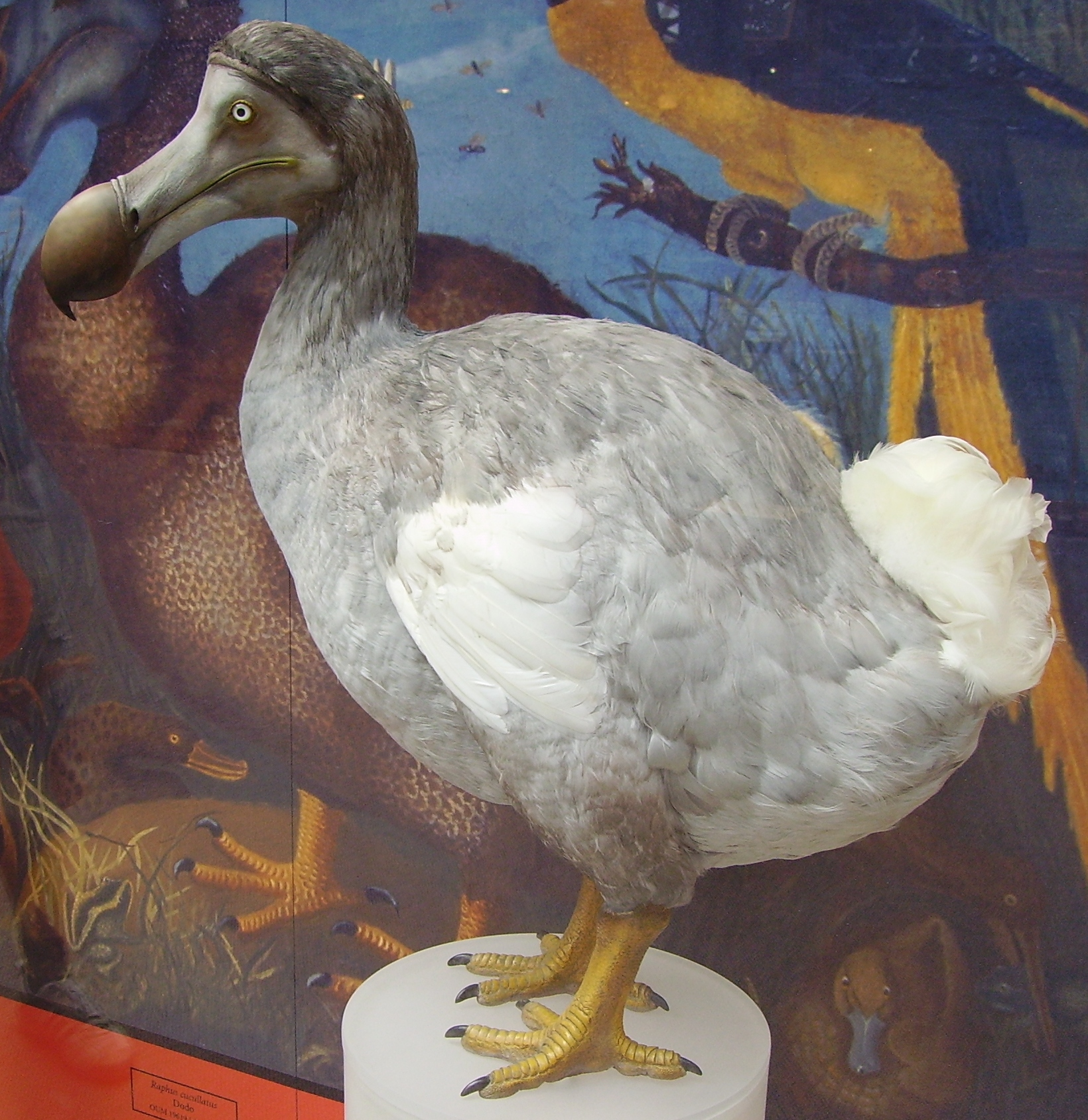
Dodo.

- 17 septembre : les Européens découvrent le Dodo (Raphus Cucullatus), oiseau actuellement disparu après avoir abordé l'Île Maurice, lors du voyage de Jacob van Neck et Wijbrandt Warwijck[2]; le dodo est signalé pour la dernière fois en 1681[3].

- Les prospecteurs espagnols découvrent la mine d'argent d'Ojuela (en) près de Mapimí au Mexique[4].

## Publications
- Tycho Brahe :
  -  Astronomiae Instauratae Mechanica, Wandsbek, 1598. (Réédition: KLP Koniasch Latin Press, Prag, 1996,  (ISBN 978-80-85917-23-9),
  - Stellarum octavi orbis inerrantium accurata restitutio, 1598, Wandsbek,
- Johannes Praetorius : Problema, quod jubet ex quatuor rectis lineis datis quadrilaterum fieri, quod sit in circulo, aliquot modis explicatum. Nuremberg, chez Valentin Fuhrmann
- Pierre Richer de Belleval : Onomatologia in Hirti Montispeti, 1598 ;
- Metius : Doctrinae sphericae libri, Franeker, 1598 ;
- Adrien Romain : Theses Astronomicae : Quibus proponuntur nonnulla de corporum mundanorum simplicium distinctione et numero, iuxta tum veterum tum recentiorum benè philosophantium sententiam, relictis interim cænophilorum nonnullorum opinionibus : prætereà, specimen constructionis magnæ chordarum tabulæ ... ; quæ quidem omnia die Sabbathi proximo qui est 18. Julij, hora octava antemeridiana, in Schola Medica, imprimé à Wurzbourg, Fleischmann, 1598, en collaboration avec Lambertus Croppet. Disponible à partir de worldcat à l'université de Göttingen ;
- Lorenz Scholz von Rosenau :
  - Consiliorum medicinalium, conscriptorum à praestantiss. Atque exercitatis. Nostrorum temporum medicis, Wechelus, Marnius & Aubrius, Frankfurt, Hannover 1598-1626 p.m,
  - Epistolarum Philosophicarum Medicinalium, Ac Chymicarum à Summis nostrae Aetatis Philosophis ac Medicis Exaratarum, Volumen. Wechelus, Marnius & Aubrius, Frankfurt 1598-1610 p.m,
- Carlo Ruini :  Anatomia del cavallo, infermita, et suoi rimedii, opera... del sig. Carlo Ruini, senator Bolognese, adornata di bellissime figure, le quali dimostrano tuta l'Anatomico di esso cavallo, Bologne. Un traité d'anatomie du cheval.

## Naissances

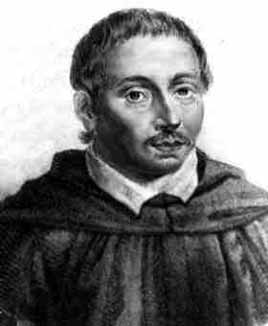
Bonaventura Cavalieri

- 17 avril : Giovanni Battista Riccioli (mort en 1671), astronome italien.
- 27 avril : Michael Florent van Langren (mort en 1675), ingénieur, mathématicien, astronome et cosmographe belge.
- Date précise inconnue :
  - Bonaventura Cavalieri (mort en 1647), mathématicien et astronome italien.
  - Yoshida Mitsuyoshi (mort en 1672), mathématicien japonais.

## Décès
- 8 janvier : Roch Le Baillif (né en 1540), médecin français.
- Juin : Emery Molyneux, fabricant de globes, d'instruments mathématiques et d'armes anglais.
- 28 juin : Abraham Ortell (né en 1527), cartographe néerlandais (Dix-Sept Provinces) connu pour la publication du premier atlas moderne.
- 11 octobre : Joachim Camerarius le Jeune (né en 1534), médecin et botaniste allemand.
- Date précise inconnue :
  - Valerio Faenzi (né vers 1525), humaniste italien, auteur d'un traité De origine montium, précurseur de l'orogenèse et de la géologie moderne.
  - Peder Jakobsen Flemløse (né en 1554), astronome danois.